# Knooppunt Prins Clausplein
Het Prins Clausplein is een Nederlands verkeersknooppunt voor de aansluiting van de autosnelwegen A4 en A12 bij Den Haag. Het is een voorbeeld van een sterknooppunt (Maltezer kruis).
Het oude knooppunt Leidschendam, een verkeersplein, werd officieel op 20 juni 1985 vervangen door knooppunt Prins Clausplein, genoemd naar Prins Claus. Knooppunt Prins Clausplein is gekoppeld aan knooppunt Ypenburg. In 1998 werden de zogenaamde vlechtwerken tussen knooppunt Prins Clausplein en knooppunt Ypenburg gerealiseerd waardoor het aantal filegevoelige weefvakken afnam.

## Richtingen knooppunt

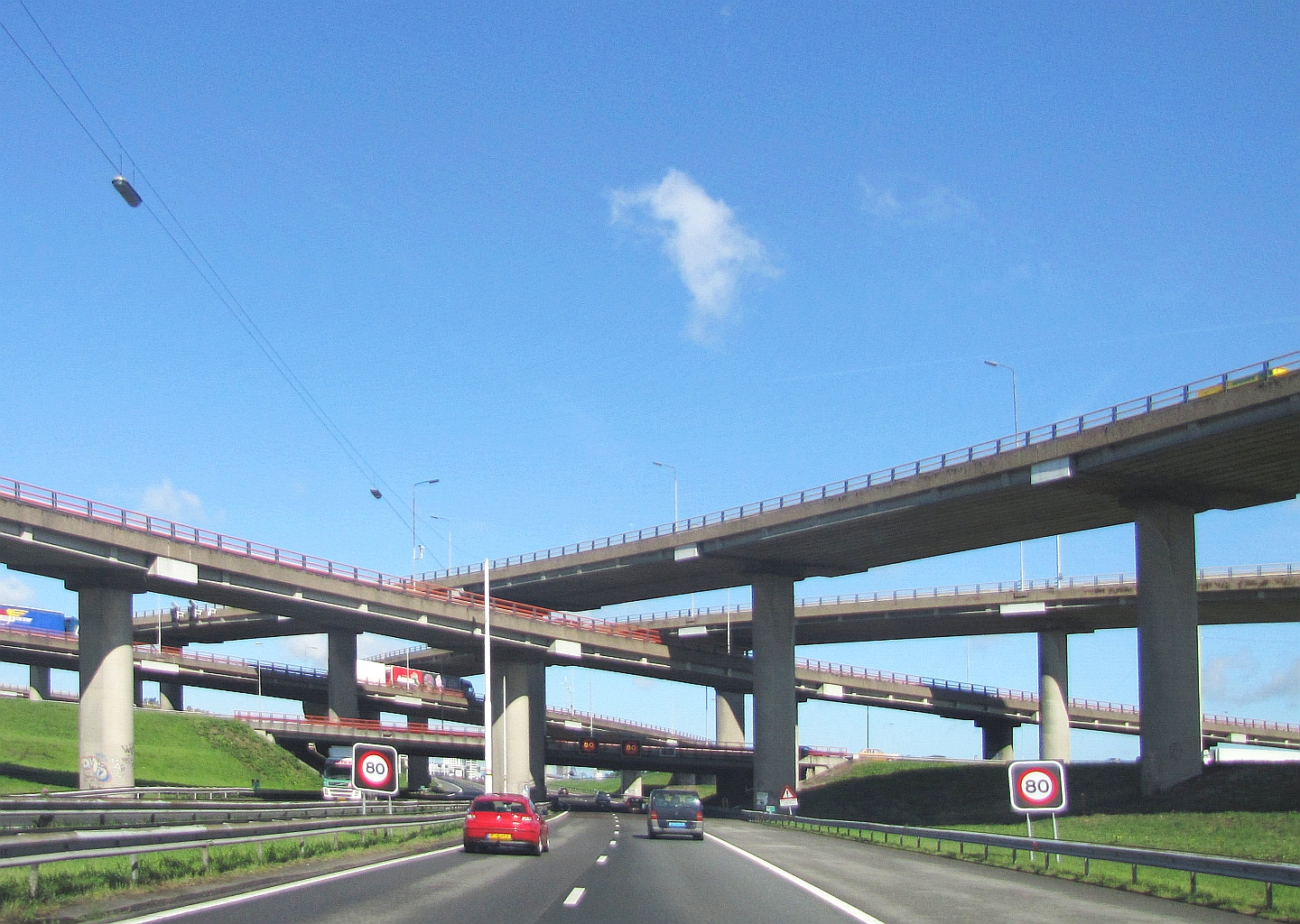
Knooppunt Prins Clausplein (Foto 2011)

| Aansluitende wegen                       | Aansluitende wegen | Aansluitende wegen | Aansluitende wegen | Aansluitende wegen                                        |
| ---------------------------------------- | ------------------ | ------------------ | ------------------ | --------------------------------------------------------- |
| richting Voorburg / Den Haag             |                    |                    |                    | richting Leidschendam / Leiden / Schiphol / Amsterdam     |
|                                          |                    |                    |                    |                                                           |
|                                          |                    |                    |                    |                                                           |
|                                          |                    |                    |                    |                                                           |
| richting Rijswijk / Vlaardingen / Pernis |                    |                    |                    | richting Gouda / Utrecht / Veenendaal / Arnhem / Zevenaar |

## Veranderingen
In november 2014 is Rijkswaterstaat begonnen aan de aanpassing van het weefvak van de A4 tussen knooppunt Ypenburg en knooppunt Prins Clausplein richting Den Haag. Hiermee worden de twee verkeersstromen vanaf de A12 en de A4 richting Den Haag en Utrecht gescheiden, waardoor de doorstroming en de verkeersveiligheid worden verbeterd. Volgens de planning is deze aanpassing in april 2015 in gebruik genomen. Het plan voor de verbetering werd bedacht door Henk Sijsling, een betrokken inwoner uit Den Haag; naast de weg staat een bordje met een verwijzing naar hem.

## De aanleg in foto's
In het begin van de jaren 1980 is begonnen met de aanleg van het Prins Clausplein, om het filegevoelige verkeersplein bij Leidschendam te vervangen.

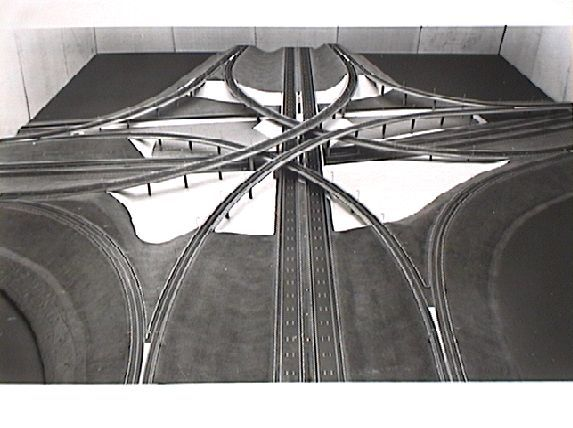
Ontwerpmaquette van het Prins Clausplein
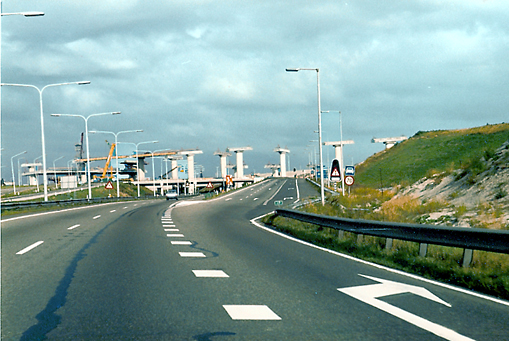
A12 richting Den Haag t.h.v. huidige afslag Amsterdam
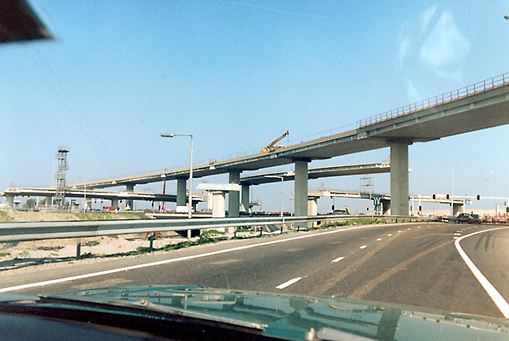
A12 richting Utrecht t.h.v. huidige afslag Amsterdam/Rotterdam
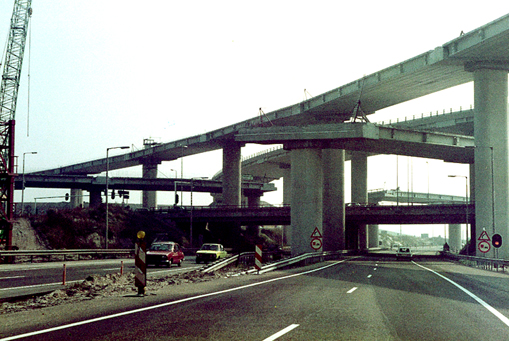
A4 richting Rotterdam

Knooppunten: De Nieuwe Meer (A10) · Badhoevedorp (A9) · De Hoek (A5) · Burgerveen (A44) · Hofvliet (N434) · Prins Clausplein (A12) · Ypenburg (A13) · Kethelplein (A20) · Benelux (A15) · Hellegatsplein (N59) · Sabina (A59) · Zoomland (A58) · Markiezaat (A58)
Aansluitingen: Amsterdam-Sloten (1) · Schiphol (2) · Hoofddorp (3) · Hoofddorp-Zuid (3a) · Nieuw-Vennep (4) · Roelofarendsveen (5) · Hoogmade (6) · Zoeterwoude-Rijndijk (6a) · Zoeterwoude-Dorp (7) · Leidschendam (8) · Rijswijk-Centrum (9) · Plaspoelpolder (10) · Rijswijk (11) · Den Haag-Zuid (12) · Den Hoorn (13) · Delft (14) · Vlaardingen-Oost (16) · Pernis (17a) · Numansdorp (22) · Willemstad (23) · Dinteloord (24) · Steenbergen (25) · Tholen (26) · Bergen op Zoom-Noord (27) · Bergen op Zoom (28) · Bergen op Zoom-Zuid (29) · Hoogerheide (30)
Almere · Amstel · Arnestein · Assen · Azelo · Badhoevedorp · Bankhoef · Batadorp · Beekbergen · Benelux · Beverwijk · Bodegraven ·  Boterdiep ·  Buren · Burgerveen · Coenplein · De Baars · De Hoek · De Hogt · De Nieuwe Meer · De Poel · De Punt · De Stok · Deil · Diemen · Drachten · Drie Klauwen · Eemnes · Ekkersweijer · Emmeloord · Empel · Euvelgunne · Everdingen · Ewijk · Galder · Gooimeer · Gorinchem · Gouwe · Grijsoord · Hattemerbroek · Heerenveen · Hellegatsplein · Het Vonderen · Hintham · Hoevelaken · Hofvliet · Holendrecht · Holsloot · Hoogeveen · Hooipolder · IJmuiden (niet officieel) · Joure · Julianaplein · Kerensheide · Kethelplein · Klaverpolder · Kleinpolderplein · Kooimeer · Kruisdonk · Kunderberg · Lankhorst · Leenderheide · Lunetten · Maanderbroek · Markiezaat · Muiderberg · Neerbosch · Noordhoek · Ommedijk · Oud-Dijk · Oudenrijn · Paalgraven · Princeville · Prins Clausplein · Raasdorp ·  Reitdiep ·  Ressen · Ridderkerk · Rijkevoort · Rijnsweerd · Rottepolderplein · Rozenburg · Sabina · Sint-Annabosch · Stelleplas · Slufter · Ten Esschen · Terbregseplein · Tiglia · Vaanplein · Valburg · Velperbroek · Velsen · Vlaardingen · Vught · Waterberg · Watergraafsmeer · Werpsterhoek · Westerlee · Ypenburg · Zaandam · Zaarderheiken · Zonzeel · Zoomland · Zuidbroek · Zurich

Geplande knooppunten:
De Liemers · Zestienhoven

Voormalige knooppunten:
Bocholtz · Ekkersrijt · Europaplein (Groningen) · Europaplein (Maastricht) · Lindenholt